# ゲオルギオス2世 (ギリシャ王)
ゲオルギオス2世（ギリシャ語: Γεώργιος Β΄, ラテン文字転写: Georgios II、1890年7月20日 - 1947年4月1日）は、ギリシャの国王（在位：1922年9月27日 - 1924年3月25日、1935年11月3日 - 1947年4月1日）。

## 生涯
ギリシャ王太子コンスタンティノス（後のコンスタンティノス1世）の長男としてアテネ郊外の町タトイに生まれた。母はドイツ皇帝フリードリヒ3世の娘ゾフィー。18歳になるとプロイセンで軍事訓練を受け、第一ギリシャ歩兵連隊の一員としてバルカン戦争に従軍した。1913年に祖父ゲオルギオス1世が崩御すると、王太子（ディアドコイ）となり、スパルタ公の称号を与えられた。
第一次世界大戦が勃発すると、親独感情を持っていた父王と連合国の後ろ盾を受ける首相エレフテリオス・ヴェニゼロスが対立を深め、1917年、コンスタンティノス1世が退位することになった。本来であれば王太子のゲオルギオスが即位するはずだったが、ゲオルギオスは父に従ってスイスに亡命することを選び、弟のアレクサンドロスがアレクサンドロス1世として即位した。1920年、アレクサンドロス1世が破傷風がもとで急死したため、父が復位することとなり、ともに帰国した。1921年2月27日にブカレストでルーマニア国王フェルディナンド1世の娘で又従妹（母親同士が従姉妹）のエリサベタと結婚した。王妃との間に子は生まれず、1935年7月6日に離婚している。
希土戦争での大敗を受けて父が再び退位したため、1922年9月27日にギリシャ王位を継承した。1923年、政府によって、国会が将来の政治体制を決定する間ギリシャを離れるよう要請された。亡命を強いられたゲオルギオス2世は王妃の故国ルーマニア、後にイギリスに赴き、また時に母の住むフィレンツェで亡命生活を送った。ギリシャ政府は1924年3月25日に共和制を宣言したが、1935年には君主制の復活が支持され、ゲオルギオス2世はギリシャへ帰還した。
1939年に第二次世界大戦が開戦した当初、ギリシャは中立の立場を取ったが、1940年、ムッソリーニがイタリア軍の自由行動権を求めてきたのに対し、親英感情を持つゲオルギオス2世とイギリスとの友好関係を維持したい首相イオアニス・メタクサスはこれを拒絶した。これによりイタリアから宣戦布告がなされ、ギリシャは連合国側で参戦することになった（ギリシャ・イタリア戦争）。
メタクサスの戦術やイギリス軍の支援によって、イタリア軍の侵攻を押しとどめていたが、ユーゴスラビアを攻略したナチス・ドイツが、
1941年4月6日、ブルガリア国境を越えてギリシャを侵略すると戦線の維持は困難なものとなった。
1941年4月23日、ドイツ軍はアテネに入城。
同日、ゲオルギオス2世はクレタ島某地への遷都を発表、その際に「軍が無断で休戦したところで国民、政府、国王の自由意思は束縛されるものではない」として徹底抗戦の意思を示した。
皇儲のパウロスともにクレタ島に移動したが、同島が同年5月20日にドイツ空挺部隊の上陸を許すに至り、再び亡命を強いられこととなった。国王はクレタ島を脱出後、エジプトを経由してイギリスへと向かった。
ギリシャが連合国により解放。
1946年9月1日に国民投票で王政が支持されると、同年9月28日に国王はアテネに帰還した。しかし国民解放戦線は王政やイギリス軍の駐屯に反対してギリシャ内戦を再開させた。1947年、アテネの宮殿で心臓発作を起こして崩御した。